# Silvanoprus nepalensis
Silvanoprus nepalensis es una especie de coleóptero de la familia Silvanidae.

## Distribución geográfica
Habita en Nepal.